# 皮耶韦-德尔凯罗
皮耶韦-德尔凯罗（義大利語：Pieve del Cairo）是意大利帕维亚省的一个市镇。总面积25平方公里，人口2186人，人口密度87.4人/平方公里（2009年）。国家统计（ISTAT）代码为018113。